# 孝伯 (衛)
孝伯（こうはく、生没年不詳）は、衛の第3代君主。

## 生涯
康伯の子。父の死後、伯位を継承した。史書には孝伯の事績は記されておらず、諱や在位期間も不詳である。
孝伯の死後、子の嗣伯が伯位を継承した。

## 参考資料
- 程元敏『尚書周誥十三篇義證』万巻楼、2017年5月1日。ISBN 978-9864780686。
- 『史記』巻三十七 衛康叔世家第七

| スタブアイコン | サブスタブ | この項目は、まだ閲覧者の調べものの参照としては役立たない、人物に関連した書きかけの項目です。この項目を加筆・訂正などしてくださる協力者を求めています（P:人物伝/PJ:人物伝）。 |